# Ezequiel Rivas
Elías Ezequiel Rivas Muñoz (Sensuntepeque, Cabañas; 20 de mayo de 1998) es un futbolista salvadoreño. Su posición es mediocampista y su actual club es el Club Deportivo Hércules de la Primera División de El Salvador.

## Estadísticas

### Clubes
Actualizado al último partido jugado el 8 de diciembre de 2024.
| Alianza Fútbol Club · El Salvador               | 1.ª                 | 2018                | 2   | 0  | - | - | -  | - | 2   | 0  | 0.00 |
| Alianza Fútbol Club · El Salvador               | 1.ª                 | 2018-19             | 13  | 5  | - | - | -  | - | 13  | 5  | 0.38 |
| Alianza Fútbol Club · El Salvador               | 1.ª                 | 2019-20             | 16  | 2  | - | - | 2  | 0 | 18  | 2  | 0.11 |
| Alianza Fútbol Club · El Salvador               | Total               | Total               | 31  | 7  | 0 | 0 | 2  | 0 | 33  | 7  | 0.22 |
| Asociación Deportiva Chalatenango · El Salvador | 1.ª                 | 2020-21             | 25  | 4  | - | - | -  | - | 25  | 4  | 0.16 |
| Asociación Deportiva Chalatenango · El Salvador | Total               | Total               | 25  | 4  | 0 | 0 | 0  | 0 | 25  | 4  | 0.16 |
| Alianza Fútbol Club · El Salvador               | 1.ª                 |                     |     |    |   |   |    |   |     |    |      |
| Alianza Fútbol Club · El Salvador               | 1.ª                 | 2021-22             | 43  | 6  | - | - | -  | - | 43  | 6  | 0.14 |
| Alianza Fútbol Club · El Salvador               | 1.ª                 | 2022-23             | 30  | 9  | - | - | 5  | 1 | 35  | 9  | 0.26 |
| Alianza Fútbol Club · El Salvador               | 1.ª                 | 2023-24             | 45  | 7  | - | - | -  | - | 45  | 7  | 0.16 |
| Alianza Fútbol Club · El Salvador               | 1.ª                 | 2024-25             | 12  | 1  | - | - | 3  | 0 | 15  | 1  | 0.07 |
| Alianza Fútbol Club · El Salvador               | Total               | Total               | 130 | 23 | 0 | 0 | 8  | 1 | 138 | 24 | 0.17 |
| Club Deportivo Hércules · El Salvador           | 1.ª                 | 2025-26             |     |    |   |   |    |   |     |    |      |
| Club Deportivo Hércules · El Salvador           | Total               | Total               | 0   | 0  | 0 | 0 | 0  | 0 | 0   | 0  | 0.00 |
| Total en su carrera                             | Total en su carrera | Total en su carrera | 186 | 34 | 0 | 0 | 10 | 1 | 196 | 35 | 0.18 |
| (2) No incluye goles en partidos amistosos.     |                     |                     |     |    |   |   |    |   |     |    |      |

### Selección nacional
| Selección                                      | Año                 | Partidos | Goles |
| ---------------------------------------------- | ------------------- | -------- | ----- |
| El Salvador Sub-23                             |                     |          |       |
| 2019                                           | 1                   | 0        |       |
| 2021                                           | 3                   | 0        |       |
| Total en su carrera                            | Total en su carrera | 4        | 0     |
| El Salvador                                    |                     |          |       |
| 2024                                           | 2                   | 1        |       |
| Total en su carrera                            | Total en su carrera | 2        | 1     |
| Estadísticas hasta el 9 de septiembre de 2024. |                     |          |       |

## Palmarés

### Títulos nacionales
| Título           | Club       | País        | Año    |
| ---------------- | ---------- | ----------- | ------ |
| Primera División | Alianza FC | El Salvador | C-2018 |
| Primera División | Alianza FC | El Salvador | A-2019 |
| Primera División | Alianza FC | El Salvador | A-2021 |

## Selección nacional de El Salvador
Debutó con la selección de fútbol sub-23 de El Salvador para el Preolímpico de Concacaf de 2020 con sede en Guadalajara, México. 
| Fecha               | Ciudad      | Competición                  | Racha | Local       |                        | Resultado |                        | Visitante   |
| ------------------- | ----------- | ---------------------------- | ----- | ----------- | ---------------------- | --------- | ---------------------- | ----------- |
| 19 de marzo de 2021 | Guadalajara | Preolímpico de Concacaf 2020 | No    | Canadá      | Bandera de Canadá      | 2-0       | Bandera de El Salvador | El Salvador |
| 22 de marzo de 2021 | Zapopan     | Preolímpico de Concacaf 2020 |       | El Salvador | Bandera de El Salvador | 1-1       | Bandera de Honduras    | Honduras    |
| 24 de marzo de 2021 | Guadalajara | Preolímpico de Concacaf 2020 | Sí    | El Salvador | Bandera de El Salvador | 2-1       | Bandera de Haití       | Haití       |